# ألكساندرا ناركيفيتش
ألكساندرا ناركيفيتش (البيلاروسية: Алиаксандра Сиаргеевна Наркевич ؛ آسينكا: Aliaksandra Siarhiejeŭna Narkievič ؛ الروسية: Александра Сергеевна аркian ؛ من مواليد 22 ديسمبر 1994) هي لاعبة جمباز إيقاعي بيلاروسية شاركت بشكل أساسي في أحداث جماعية، فازت بالميدالية الفضية في بطولة أوروبا 2012 في المجموعة الشاملة. ثم فازت بالميدالية الفضية في الألعاب الأولمبية الصيفية 2012 في حدث المجموعة الشاملة جنبًا إلى جنب مع أعضاء المجموعة ناستاسيا إيفانكوفا وألينا توميلوفيتش وناتاليا ليشيك ومارينا هانشاروفا وكسينيا سانكوفيتش.

## روابط خارجية
- ألكساندرا ناركيفيتش في الاتحاد الدولي للجمباز

- ألكساندرا ناركيفيتش في اللجنة الأولمبية الدولية